# 2004年アテネオリンピックのバレーボール競技・世界最終予選
2004年アテネオリンピックのバレーボール競技・世界最終予選（2004ねんアテネオリンピックのバレーボールきょうぎ・せかいさいしゅうよせん）は、アテネオリンピックに出場する国を決定するバレーボール大会。男女大会共にアジア予選を兼ねているが、その条件は男女別に異なる。
東京大会はTBSとフジテレビの共同中継で、日本の放送史上初の試みともいわれる。両局共通のイメージ・キャラクターはNEWSが務めた。

## 男子大会

### 概要
2004年5月21日から5月23日にかけてポルト（ポルトガル）、5月22日から5月30日にかけて東京、5月28日から5月30日にかけてマドリード（スペイン）と、3か所に分けて開催された。
1回戦総あたりのリーグ戦を行い、次のようにオリンピックの出場国が決定される。
1. 各大会の最上位チーム（世界最終予選代表）
2. 1.を除くアジア最上位チーム（東京大会のみ、アジア代表）

### 予選出場国

#### ポルト大会
- ポルトガル
- ポーランド
- ベネズエラ
- カザフスタン

#### マドリード大会
- スペイン
- キューバ
- オランダ
- カメルーン

#### 東京大会 （会場：東京体育館）
※はアジア予選対象チーム
- 日本※
- 韓国※
- 中国※
- イラン※
- オーストラリア※
- フランス
- カナダ
- アルジェリア[3]

### 試合結果
※勝ち点（勝敗）で並んだ場合はセット率でなく、得点率で順位を決定

#### 東京大会 （会場：東京体育館）
| 順位 | チーム         | 勝点 | 試合数 | 勝 | 敗 | 得点 | 失点 | 得点率 | 得セット | 失セット | セット率 |
| ---- | -------------- | ---- | ------ | -- | -- | ---- | ---- | ------ | -------- | -------- | -------- |
| 1    | フランス       | 14   | 7      | 7  | 0  | 586  | 475  | 1.234  | 21       | 2        | 10.500   |
| 2    | オーストラリア | 12   | 7      | 5  | 2  | 565  | 510  | 1.108  | 15       | 9        | 1.667    |
| 3    | 中国           | 12   | 7      | 5  | 2  | 581  | 538  | 1.080  | 15       | 9        | 1.667    |
| 4    | カナダ         | 11   | 7      | 4  | 3  | 512  | 485  | 1.056  | 12       | 10       | 1.200    |
| 5    | イラン         | 11   | 7      | 4  | 3  | 567  | 545  | 1.040  | 13       | 11       | 1.182    |
| 6    | 日本           | 9    | 7      | 2  | 5  | 626  | 622  | 1.006  | 14       | 15       | 0.933    |
| 7    | 韓国           | 8    | 7      | 1  | 6  | 469  | 547  | 0.857  | 5        | 18       | 0.278    |
| 8    | アルジェリア   | 7    | 7      | 0  | 7  | 341  | 525  | 0.650  | 0        | 21       | 0.000    |

## 女子大会

### 概要
2004年5月8日から5月16日にかけて東京で開催された。会場は東京体育館。
1回戦総あたりのリーグ戦を行い、次のようにオリンピック出場国が決定される。
1. 最上位チーム（世界最終予選代表）
2. 1.を除くアジアの最上位チーム（アジア代表）
3. 1.、2.を除く他の上位2チーム（世界最終予選代表）

### 予選出場国
※は、アジア予選対象チーム。
- 日本※
- 韓国※
- タイ※
- チャイニーズタイペイ※
- ロシア
- イタリア
- プエルトリコ
- ナイジェリア[4]

### 試合結果
| 順位 | チーム               | 勝点 | 試合数 | 勝 | 敗 | 得点 | 失点 | 得点率 | 得セット | 失セット | セット率 |
| ---- | -------------------- | ---- | ------ | -- | -- | ---- | ---- | ------ | -------- | -------- | -------- |
| 1    | 日本                 | 13   | 7      | 6  | 1  | 565  | 445  | 1.270  | 18       | 6        | 3.000    |
| 2    | 韓国                 | 13   | 7      | 6  | 1  | 576  | 493  | 1.168  | 18       | 8        | 2.250    |
| 3    | ロシア               | 12   | 7      | 5  | 2  | 576  | 432  | 1.333  | 19       | 6        | 3.167    |
| 4    | イタリア             | 12   | 7      | 5  | 2  | 606  | 477  | 1.270  | 19       | 8        | 2.375    |
| 5    | タイ                 | 10   | 7      | 3  | 4  | 422  | 488  | 0.865  | 10       | 12       | 0.833    |
| 6    | プエルトリコ         | 9    | 7      | 2  | 5  | 437  | 516  | 0.847  | 6        | 16       | 0.375    |
| 7    | チャイニーズタイペイ | 8    | 7      | 1  | 6  | 454  | 559  | 0.812  | 5        | 18       | 0.278    |
| 8    | ナイジェリア         | 7    | 7      | 0  | 7  | 299  | 525  | 0.570  | 0        | 21       | 0.000    |

## アテネ五輪出場国
出場の最終決定は以下のとおりです。

### 男子
- ポルト大会優勝： ポーランド
- マドリード大会優勝： オランダ
- 東京大会優勝： フランス
- 東京大会優勝を除くアジア代表 オーストラリア

### 女子
- 最上位チーム： 日本
- 1.を除くアジア代表： 韓国
- 1.、2.を除く上位2チーム： ロシア、 イタリア